# Okrug Cochise, Arizona
Cochise, Jedan od 15 okruga Arizone, 135,150 stanovnika (2006.), 16,107 km² (6,219 sq mi), imenovan 1881. po čuvenom apačkom poglavici Cochisu. Na sjeveru graniči s okruzima Greenlee i Graham, na zapadu s okruzima Santa Cruz i Pima, na istoku s okrugom Hidalgo u Novom Meksiku i na jugu s Meksikom. Okrug se nalazi na jugoistoku države a prvi poznati stanovnici bili su nosioci kulture Clovis, koji su ovdje živjeli između 9000 i 6000 godine pr. Kr. 
Sjedište okruga je Bisbee.

## Povijest
Njegovo prvo okružno središte postaje 1881. rudarski grad Tombstone (1,655 st. 2006.) a 1929. njegovo mjesto zauzima Bisbee (6,355), također rudarski grad, a danas poznata turistička destinacija. Tombstone je poznat i po najpoznatijem revolveraškom okršaju, obračunu kod O. K. Corrala, u kojem su braća Earp uz pomoć revolveraša Doca Hollidaya pobili neke članove bande Josepha Isaaca (Ikea) Clantona, koji su zatim pokopani na starom gradskom groblju Boot Hill.

## Gradovi i naselja
Benson, Bisbee, Bowie, Cochise (u gradu je 1899. živjela Big Nose Kate, prijateljica Doc Hollidaya), Dos Cabezas, Douglas, Dragoon, Elfrida, Fairbank (grad duhova), Fort Huachuca, Gleeson, Hereford, Huachuca City, McNeal, Naco, Palominas, Paradise, Pearce, Pirtleville, Pomerene, Portal, San Simon, Sierra Vista, St. David, Sunsites, Tombstone, Whetstone, Willcox.

## Prirodne znamenitosti
U okrugu Cochise nalazi se više prirodnih povijesnih zanamenitosti među kojima se svojom ljepotom ističu špilje Kartchner Caverns koje su tek 1974. južno od Bensona otkrili u planinama Whetstone Mountains dvoje mladih ljudi iz Tuscsona, pokojni geolog Randy Tufts (1948-2002) i Gary Tenen. Godine 1988. su proglašene državnim parkom.
Druga prirodna znamenitost je nacionalni spomenik Chiricahua, šuma stijena nastala erozijom nakon erupcije vulkana prije 27 milijuna godina.
Jezero Patagonia Lake u blizini Nogalesa, proglašeno je državnim parkom 1975. godine, a nalazi se nedaleko od špilja Kartchner Caverns i gradića Tombstone.
Na području okruga nalazi se i cijeli niz napuštenih 'gradova duhova' i rudarskih kampova, među kojima su: Paradise, rudarski grad iz ranih 1890-tih. Danas je dijelom u privatnom posjedu; Garces, rudarski kamp koji je imao oko 200 ljudi, nestao; Courtland, grad bakra, preostale dvije građevine; Gleeson; Johnson, etc.

## Danas
Okrug Cochise danas je važno agrikulturno područje Arizone. U gradu Willcoxu (3,910), nekad glavnom stočarskom središtu danas se tjedno održavaju stočne aukcije, uključujući i prodaje egzotičnih životinja. Ostala gradska središta su Douglas (prodaja rukotvorina; 17,660), Benson (4,820); Huachuca City (1,825); Sierra Vista (44,870).

## Vanjske poveznice
- Cochise County, Arizona  Arhivirana inačica izvorne stranice od 18. rujna 2008. (Wayback Machine)